# Tartufo d'Abruzzo
Il tartufo d'Abruzzo è una varietà di tartufo diffusa e coltivata in Abruzzo e fa parte dei Prodotti agroalimentari tradizionali abruzzesi.

## Periodo e zone di raccolta
Viene coltivato e raccolto in tutto il territorio regionale ed inoltre sono stati istituti diverso campi con specie tartufigene allo scopo di raccolta e conservazione del prodotto.